# Ski de fond aux Jeux olympiques de la jeunesse d'hiver de 2020
Navigation
2016 2024
Les six épreuves de ski de fond aux Jeux olympiques de la jeunesse d'hiver de 2020 ont lieu du 18 au 22 janvier 2020 dans la Vallée de Joux en Suisse.

## Résultats

### Hommes
| Épreuve           | Or              | Or            | Argent          | Argent        | Bronze             | Bronze        |
| ----------------- | --------------- | ------------- | --------------- | ------------- | ------------------ | ------------- |
| 10 km classique   | Iliya Tregubov  | 26 min 40 s 5 | Elias Keck      | 27 min 25 s 5 | Will Koch          | 27 min 29 s 5 |
| Sprint libre      | Edvin Anger     | 3 min 10 s 4  | Nikolai Holmboe | 3 min 10 s 97 | Aleksander Holmboe | 3 min 15 s 51 |
| Ski de fond cross | Nikolai Holmboe | 4 min 9 s 97  | Edvin Anger     | 4 min 11 s 74 | Albin Åström       | 4 min 13 s 51 |

### Femmes
| Épreuve           | Or              | Or            | Argent          | Argent        | Bronze          | Bronze        |
| ----------------- | --------------- | ------------- | --------------- | ------------- | --------------- | ------------- |
| 5 km classique    | Märta Rosenberg | 14 min 15 s 7 | Siri Wigger     | 14 min 28 s 4 | Kendall Kramer  | 14 min 36 s 3 |
| Sprint libre      | Siri Wigger     | 2 min 46 s 40 | Anna Heggen     | 2 min 47 s 87 | Märta Rosenberg | 2 min 48 s 92 |
| Ski de fond cross | Siri Wigger     | 4 min 39 s 95 | Märta Rosenberg | 4 min 40 s 72 | Tove Ericsson   | 4 min 41 s 10 |

## Tableau des médailles
| Rang  | Nation     | Or | Argent | Bronze | Total |
| ----- | ---------- | -- | ------ | ------ | ----- |
| 1     | Suède      | 2  | 2      | 3      | 7     |
| 2     | Suisse     | 2  | 1      | 0      | 3     |
| 3     | Norvège    | 1  | 2      | 1      | 4     |
| 4     | Russie     | 1  | 0      | 0      | 1     |
| 5     | Allemagne  | 0  | 1      | 0      | 1     |
| 6     | États-Unis | 0  | 0      | 2      | 2     |
| Total | Total      | 6  | 6      | 6      | 18    |